# Meszullam Nahari
Meszullam Nahari (ur. 7 maja 1951 w Jerozolimie) – izraelski polityk, minister bez teki w latach 2009–2015, wiceminister edukacji w latach 1999–2000 i 2001–2003, wiceminister pracy i spraw społecznych w latach 2015–2016, wiceminister spraw wewnętrznych od 2016 i wiceminister rozwoju Negewu i Galilei od 2017. Poseł do Knesetu w latach 1999 –2016 i od 2017, członek partii religijnej Szas, skupiającej głównie Żydów sefardyjskich.

## Życiorys
Uczył się w szkołach religijnych Jesziwat Tiferet Cewi, Jesziwat Hebron i szkole Lifschitz. Służbę w wojsku ukończył w stopniu sierżanta. Jest nauczycielem, dyrektorem szkoły średniej. Był doradcą wiceministra edukacji i dyrektorem departamentu kultury ortodoksyjnej w ministerstwie edukacji.
Po raz pierwszy wszedł do piętnastego Knesetu. Objął wówczas stanowisko wiceministra edukacji, zarówno w rządzie Ehuda Baraka, jak i Ariela Szarona. Po wyborach w 2006 roku wszedł w skład gabinetu Ehuda Olmerta jako minister bez teki. Po wyborach w 2009 roku w wyniku których lider Likudu Binjamin Netanjahu utworzył koalicję rządową, Nahari wszedł 31 marca 2009 w skład gabinetu jako minister bez teki. Wybierany ponownie w 2013 i 2015. Wszedł w skład czwartego rządu Netanjahu obejmując funkcje wiceministerialne w różnych resortach W związku z tym 24 stycznia 2016 złożył mandat poselski, który objął po nim Jigal Gu’etta, jednak 20 września 2017 (dzięki tzw. prawu norweskiemu) powrócił w skład dwudziestego Knesetu w miejsce Dana Sajjidy. W wyborach w kwietniu 2019 uzyskał reelekcję.
Jest żonaty, ma piątkę dzieci.